# 일자산
일자산(一字山)은 대한민국 서울특별시 강동구, 경기도 하남시 경계에 있는 산이다. 근처에 일자산 허브천문공원과 길동생태공원이 있다.

## 일자산 허브천문공원
2006년 9월 21일 개원하였으며, 허브 식물원과 온실 등이 있다. 공원 길바닥에는 조명이 설치되어 있다.

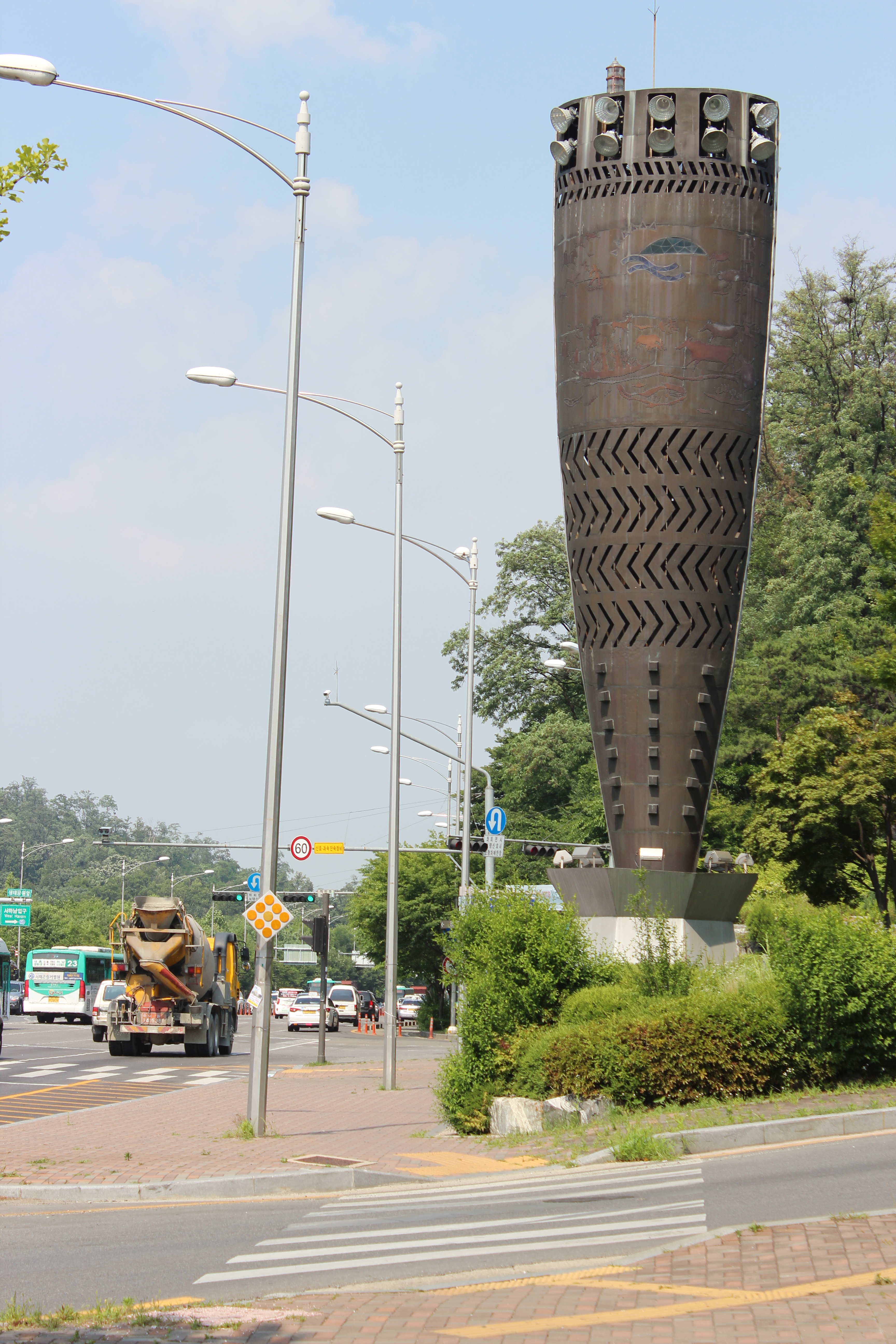
빗살무늬토기 조형물
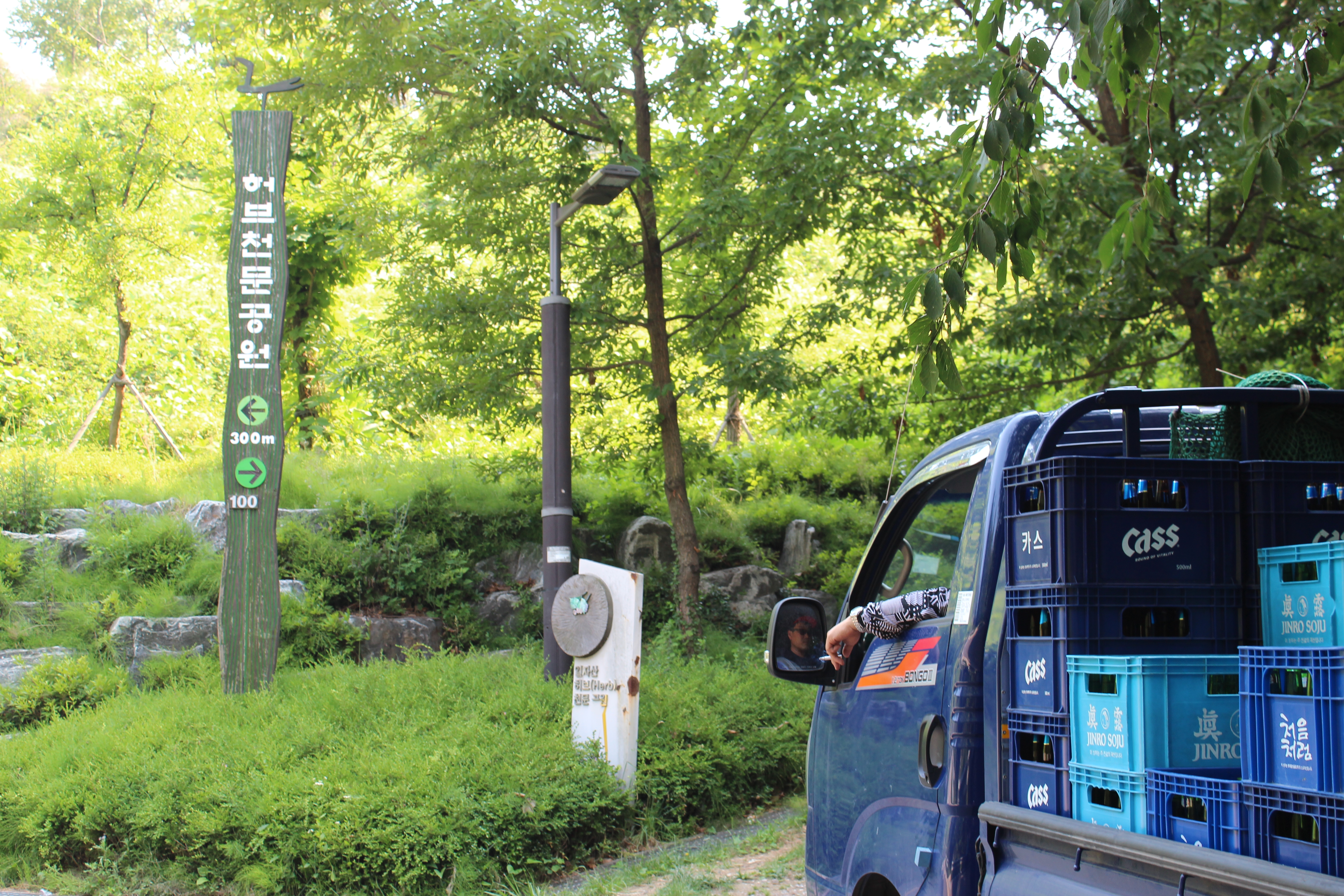
허브천문공원 입구 표지판
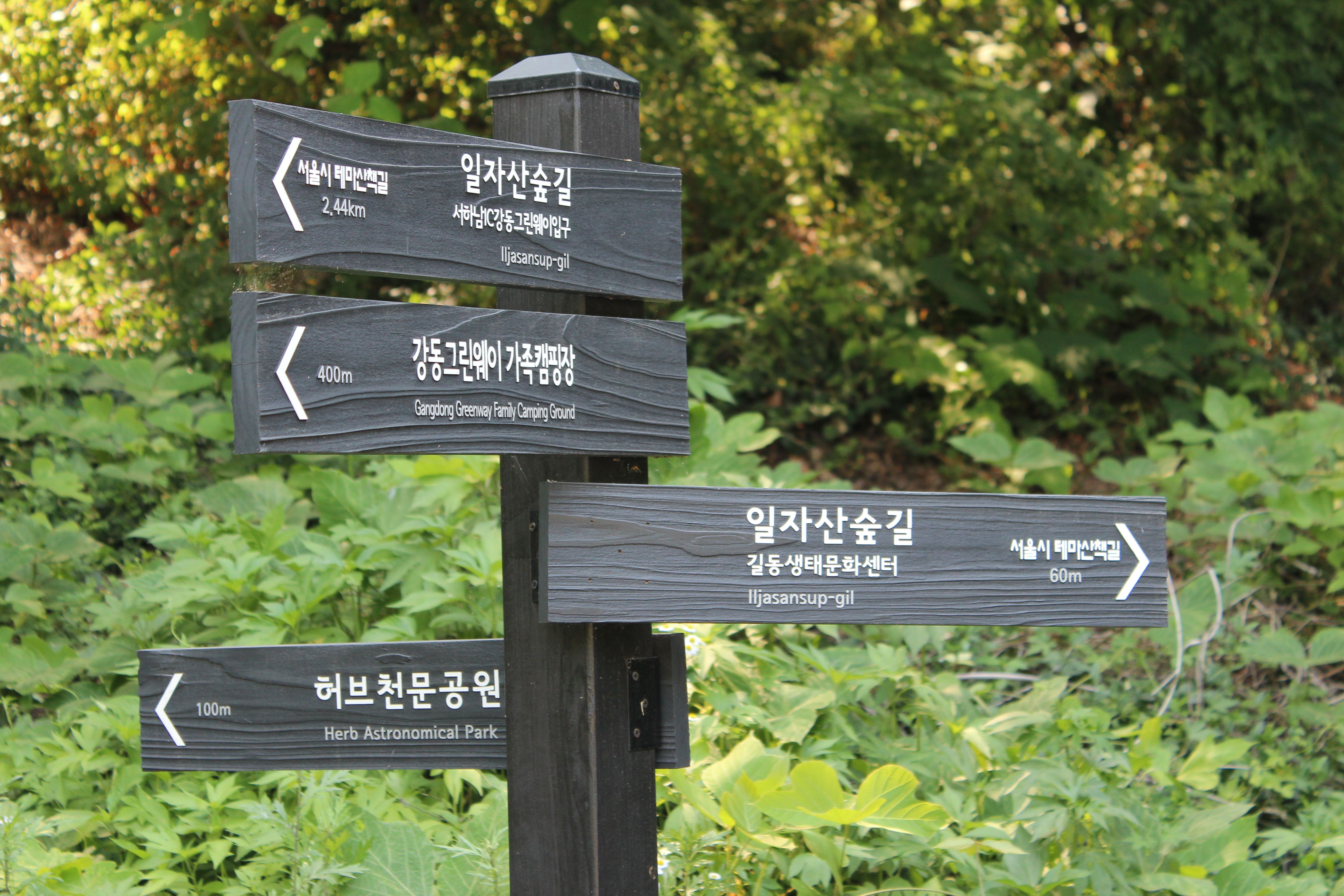
허브천문공원 입구 표지판
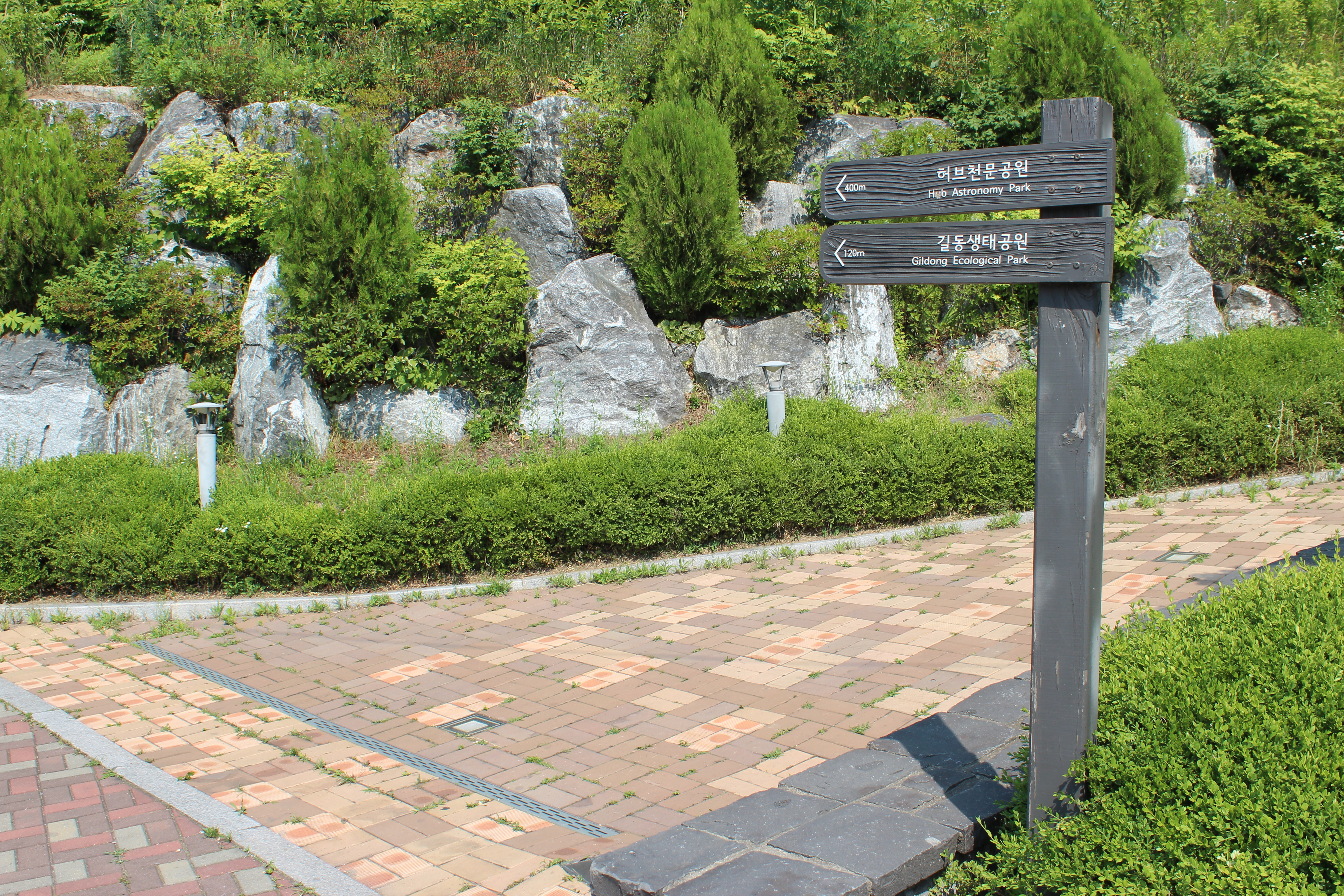
길동생태공원 입구 표지판
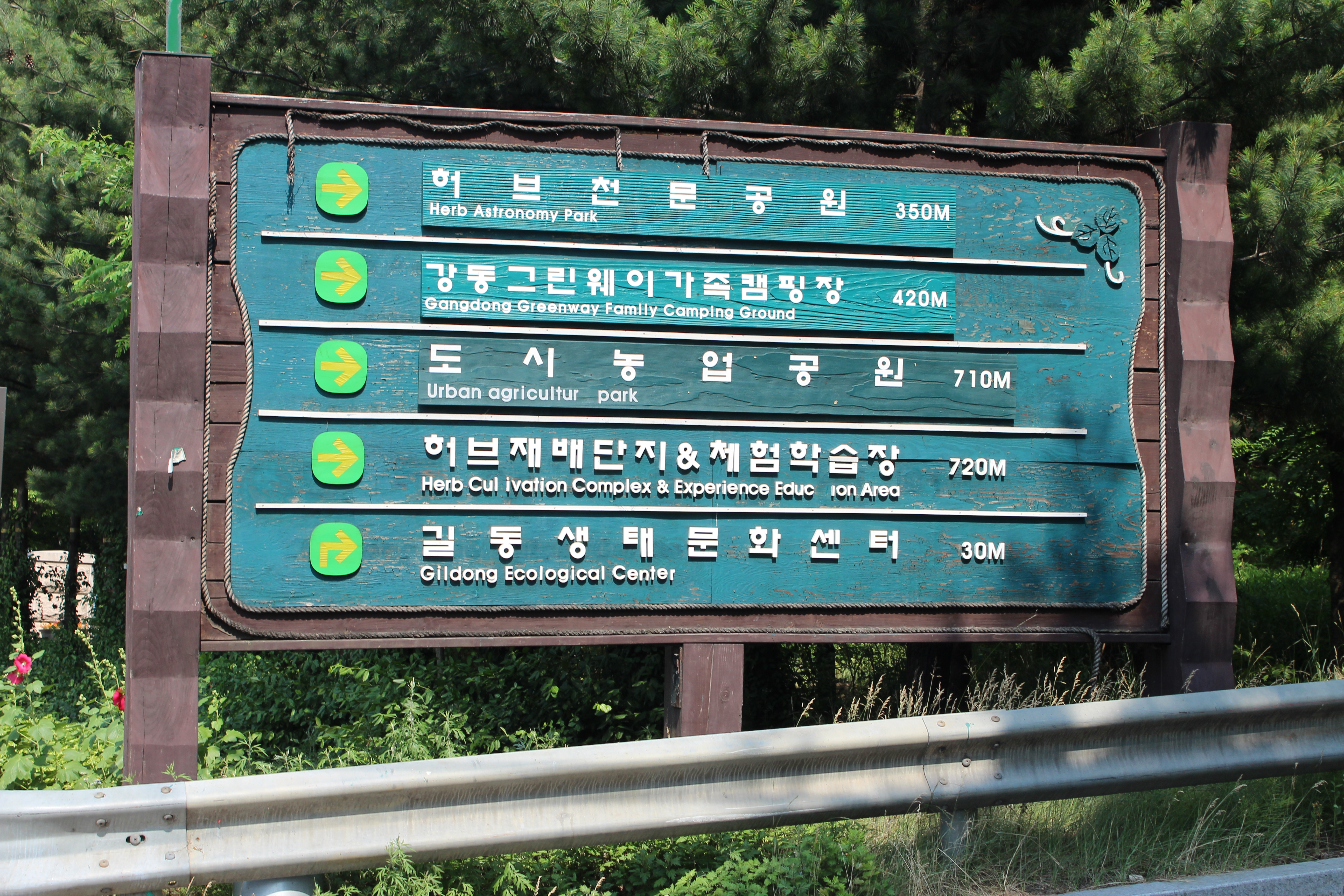
길동생태공원 입구 표지판
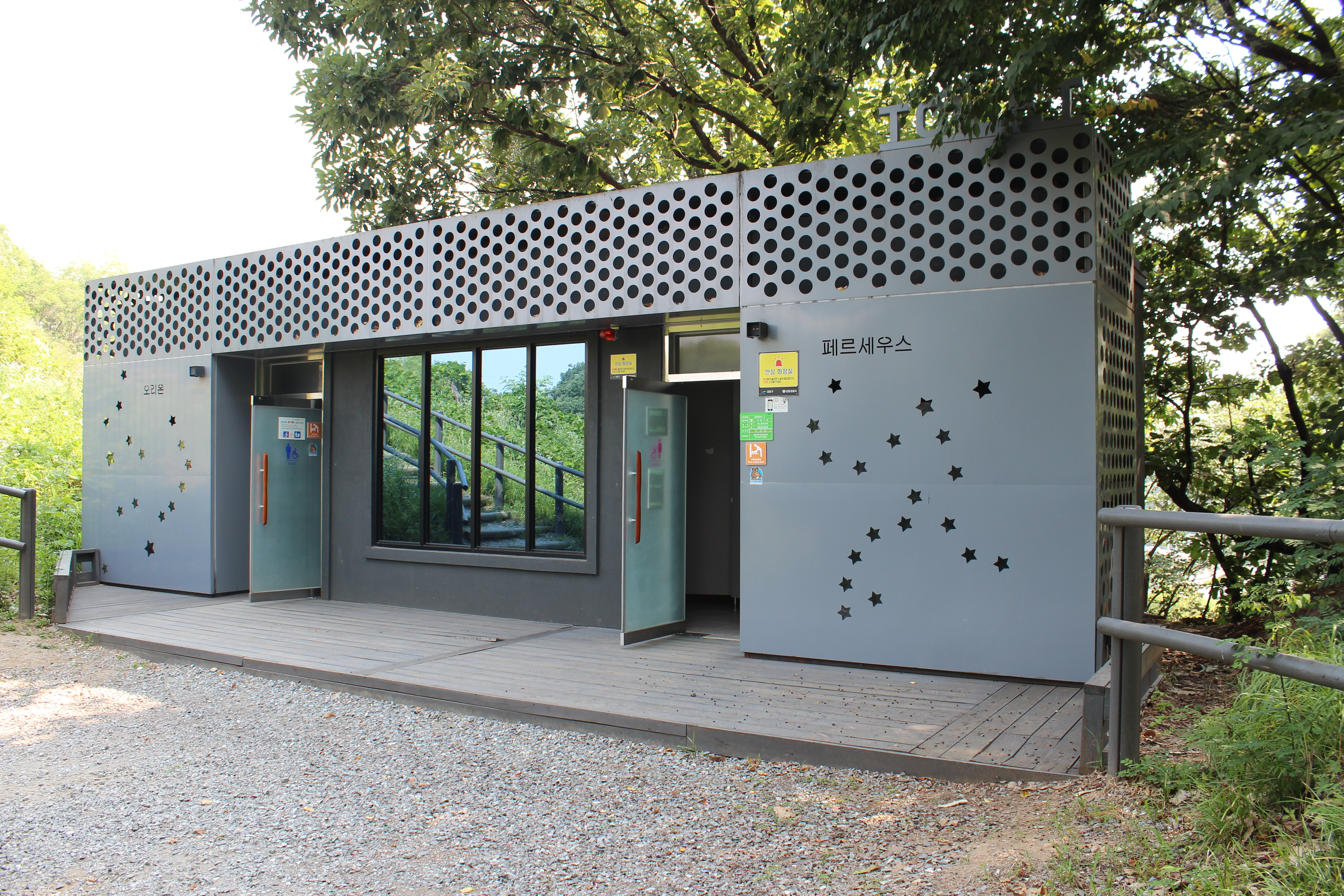
화장실
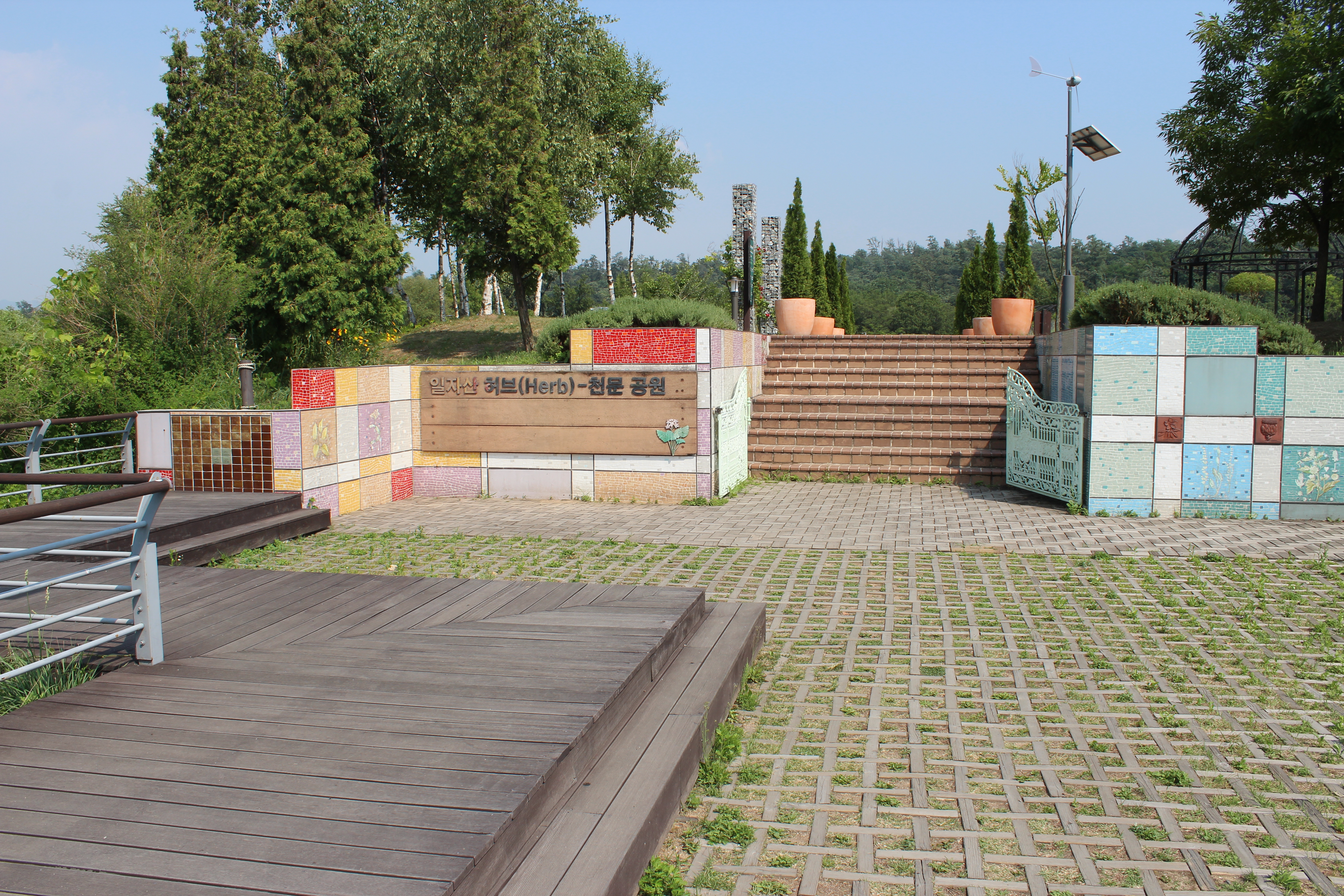
허브천문공원 입구
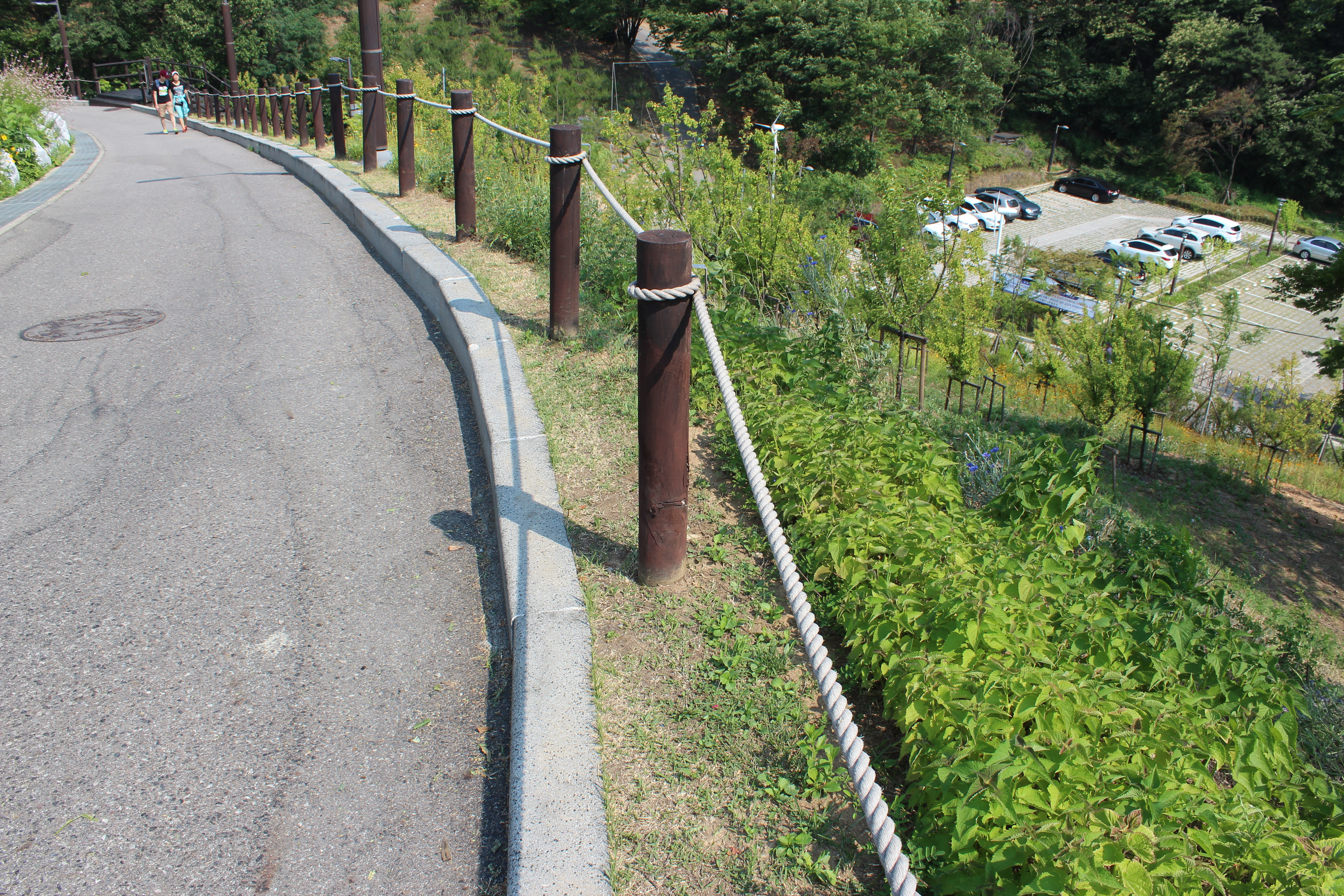
허브천문공원 입구(위 사진과는 다른 쪽)와 주차장
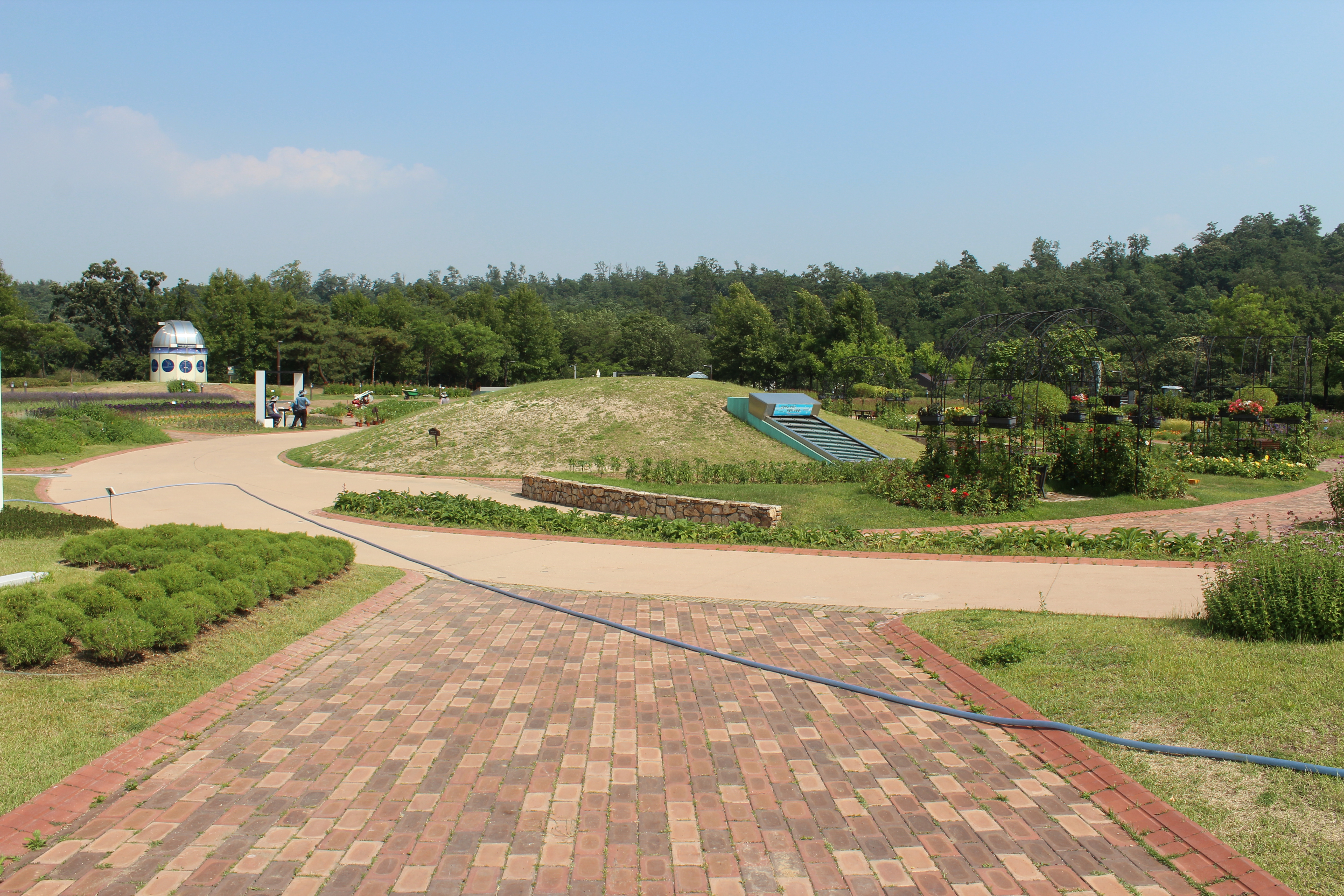
야간에는 이 언덕이 조명으로 빛난다.
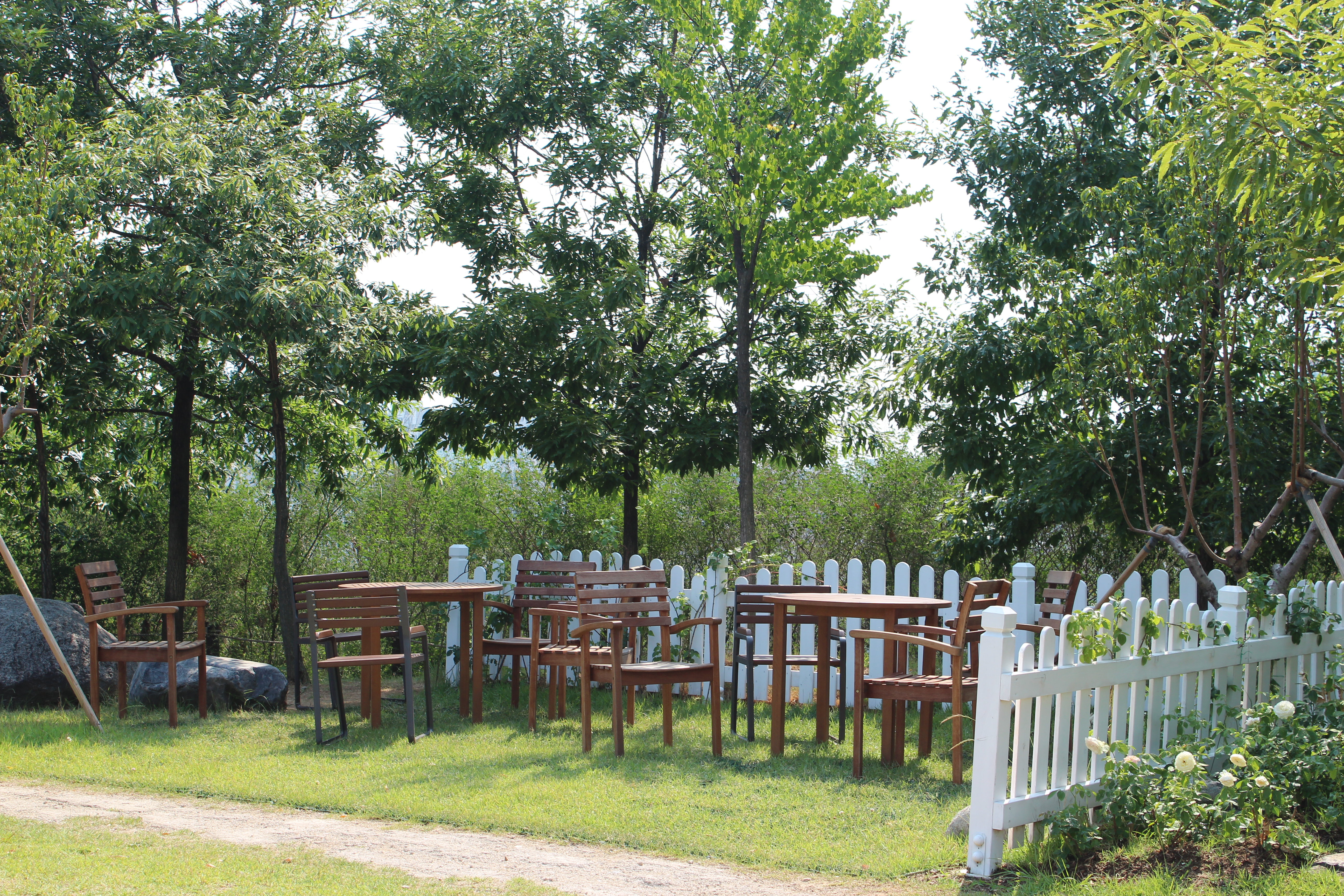
휴식공간
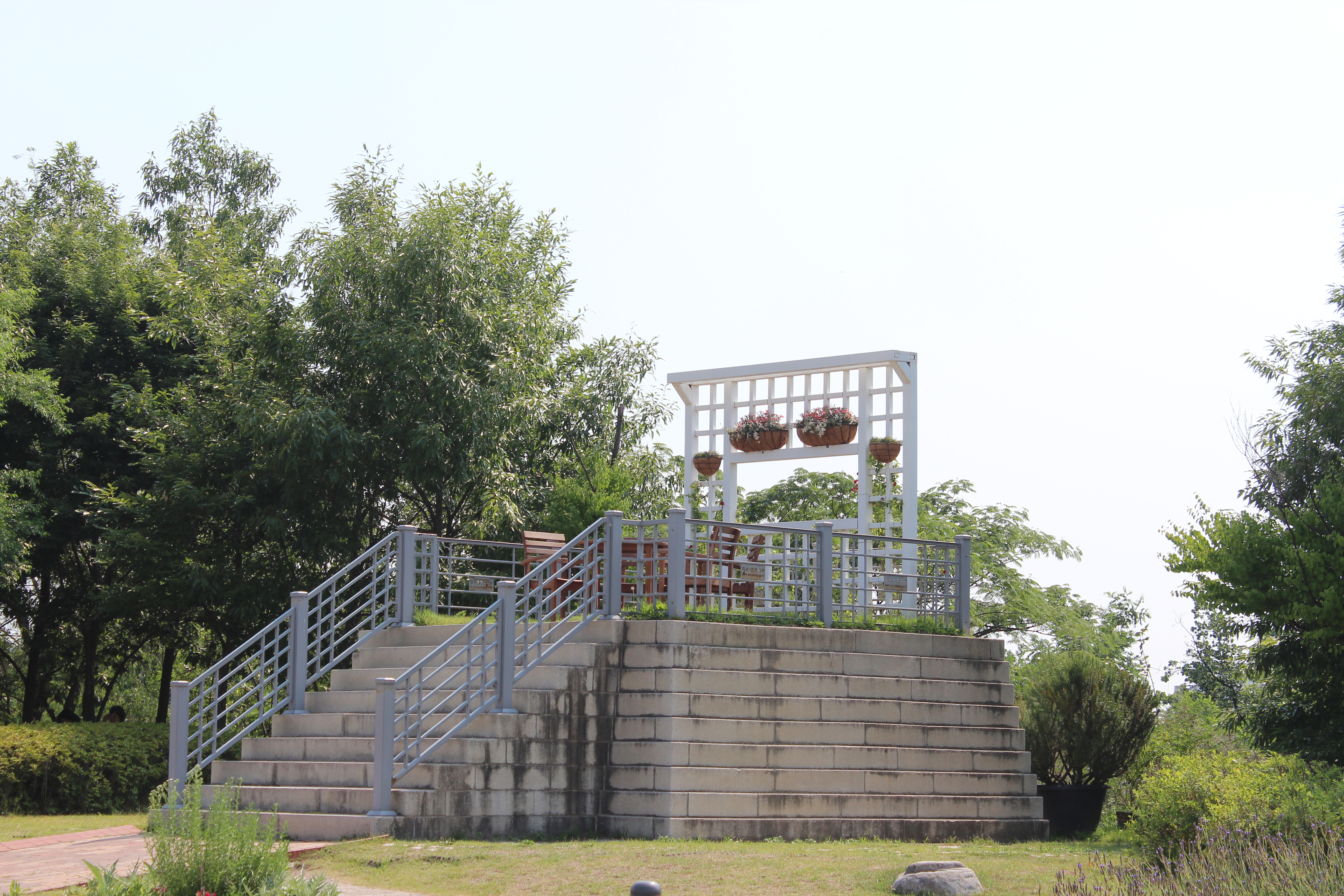
휴식공간
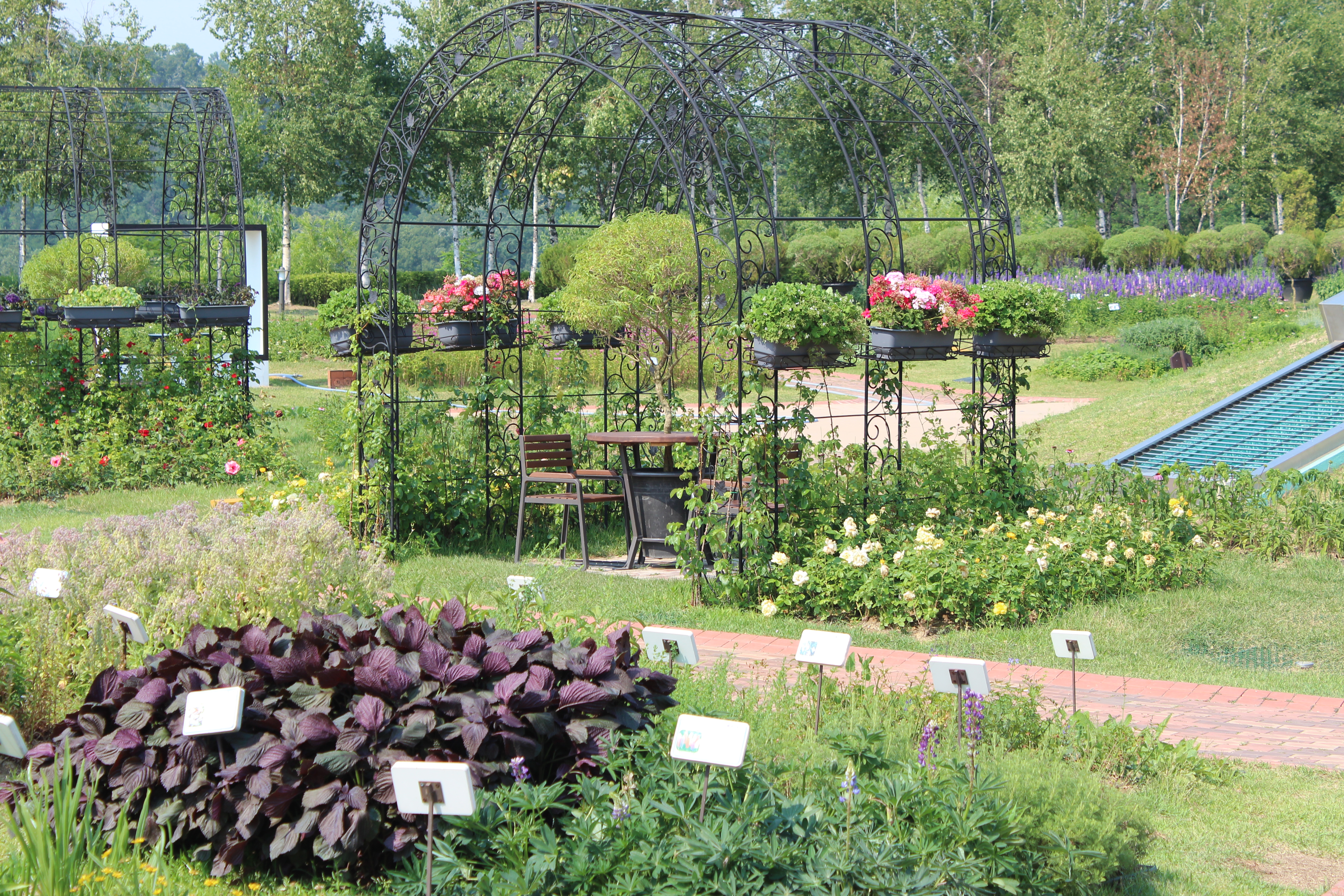
휴식공간
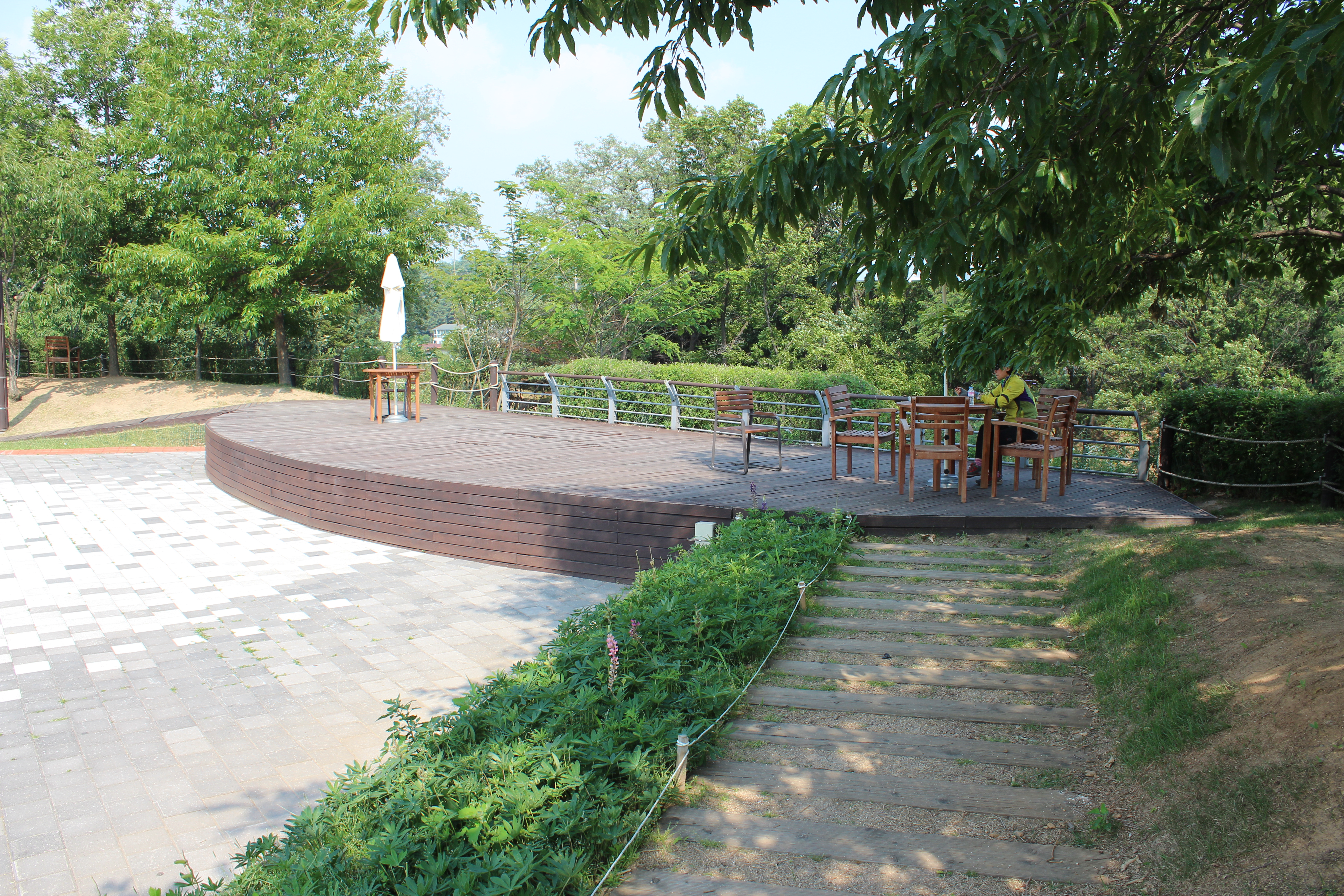
휴식공간
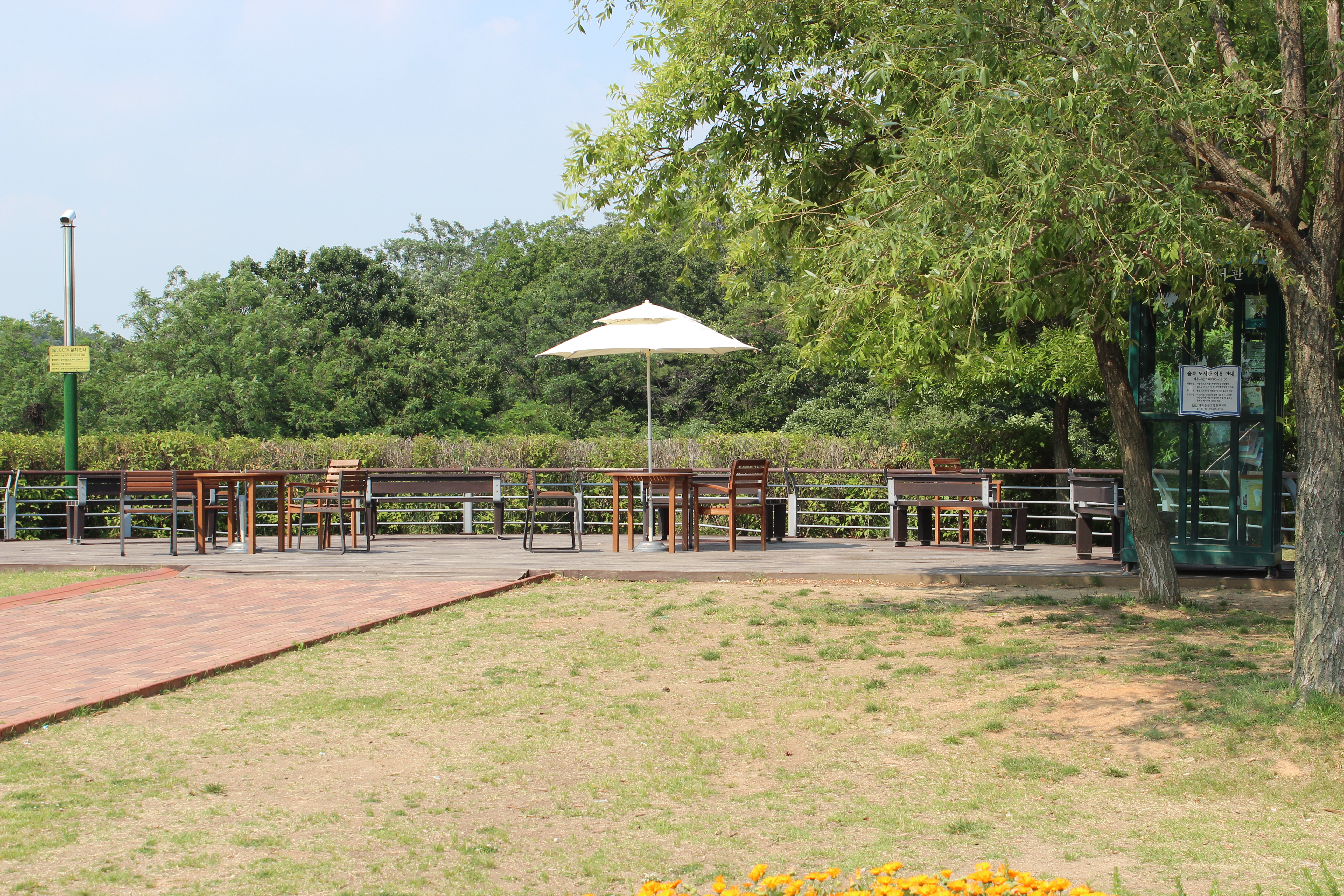
휴식공간
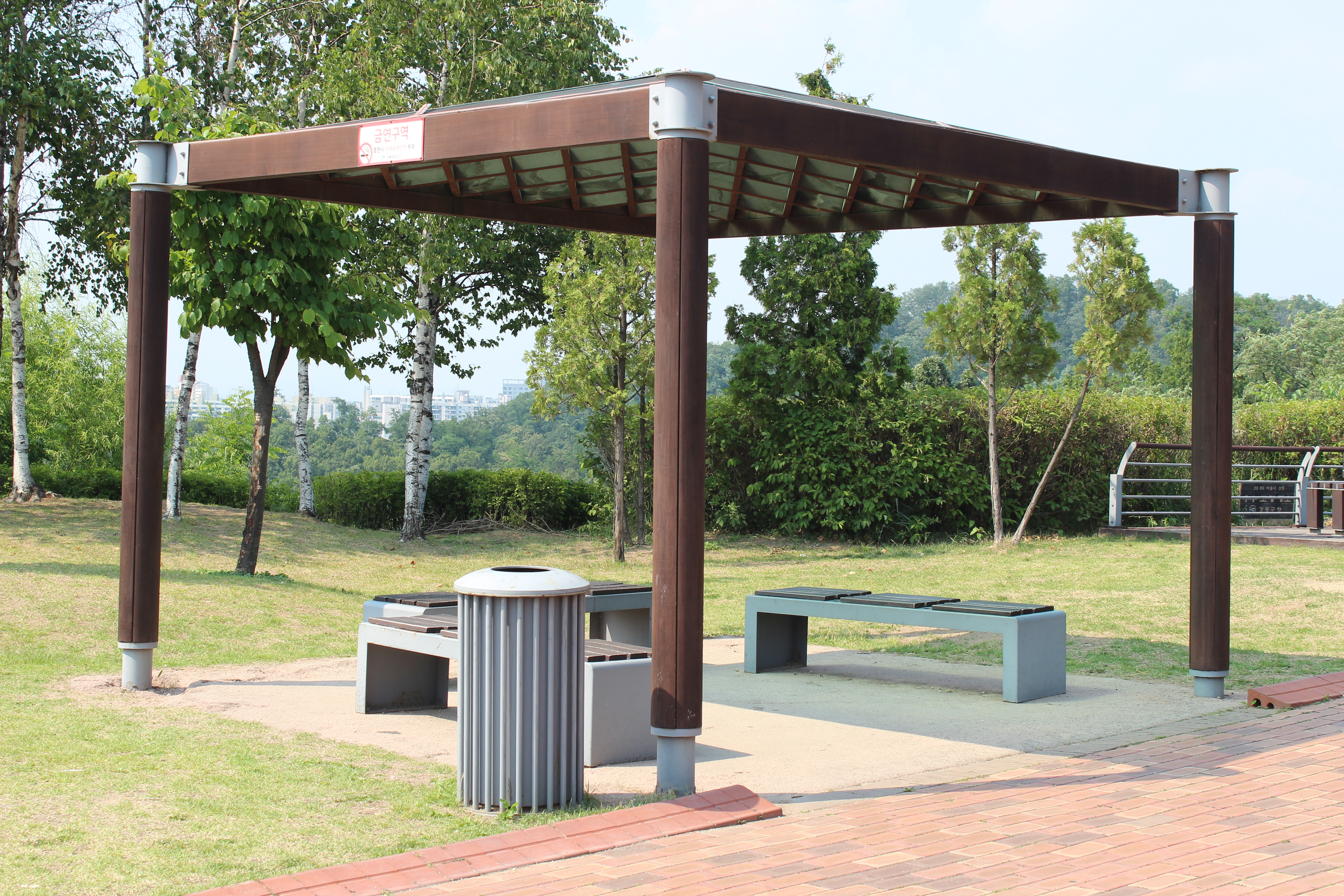
휴식공간
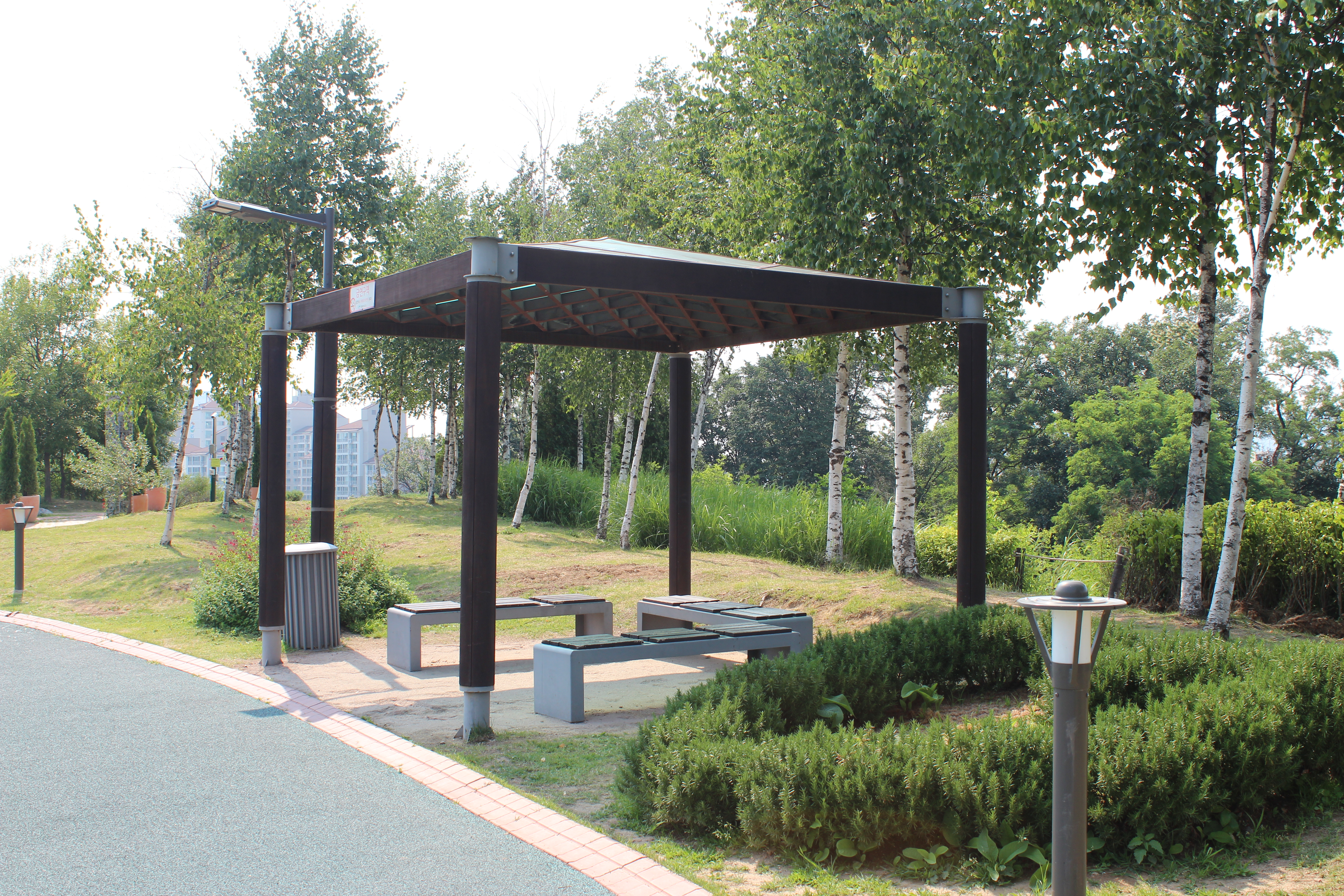
휴식공간
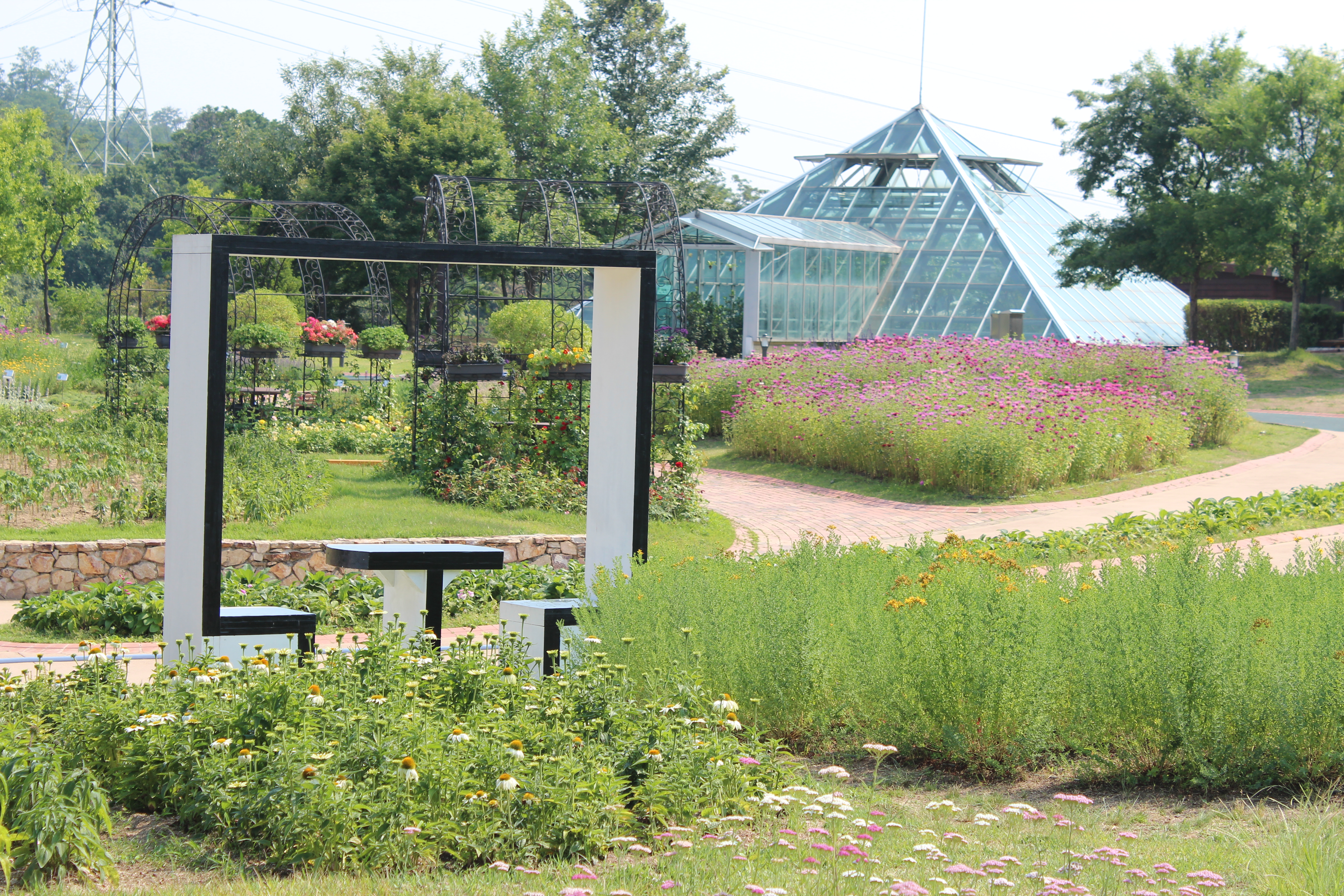
휴식공간
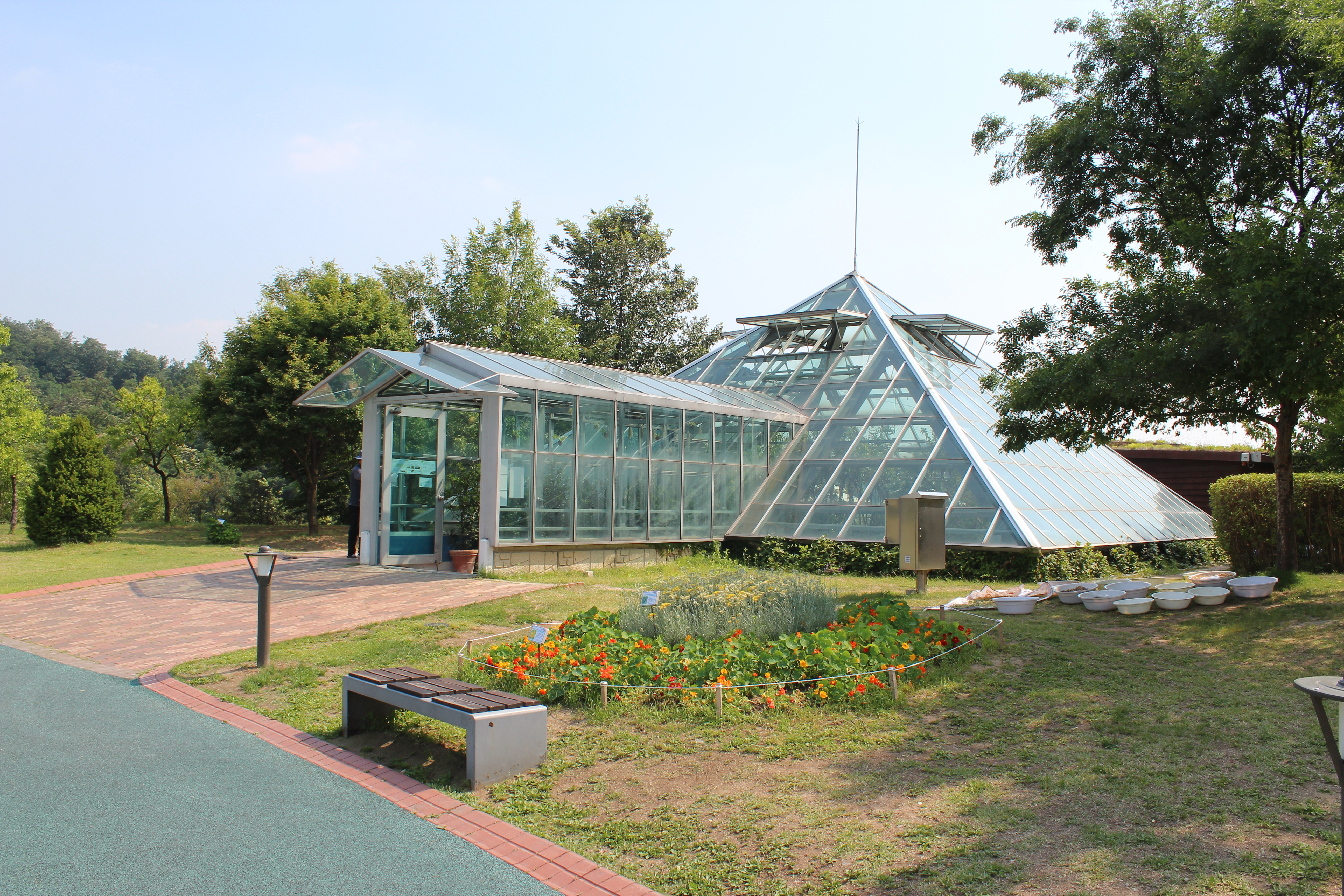
온실
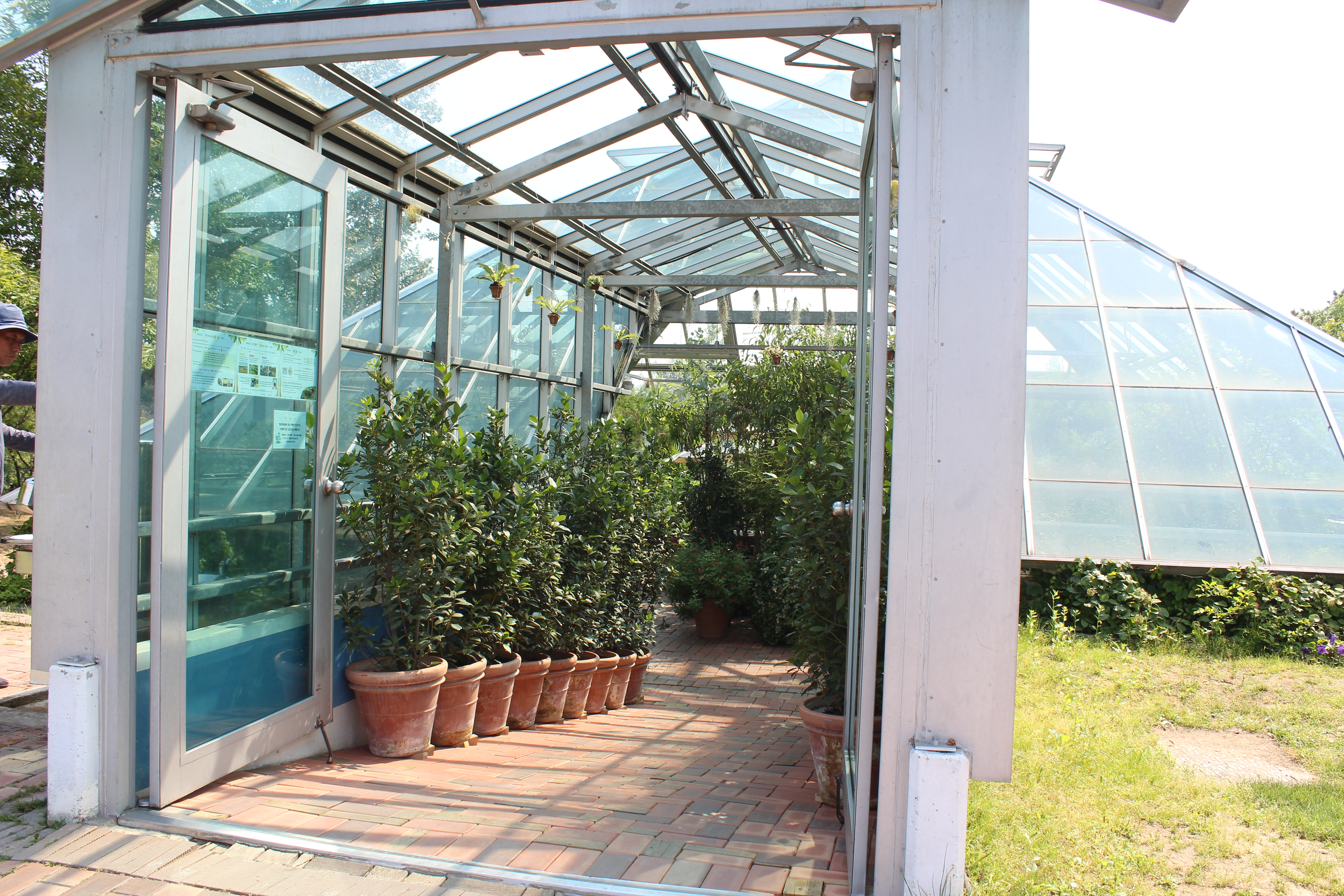
온실 내부
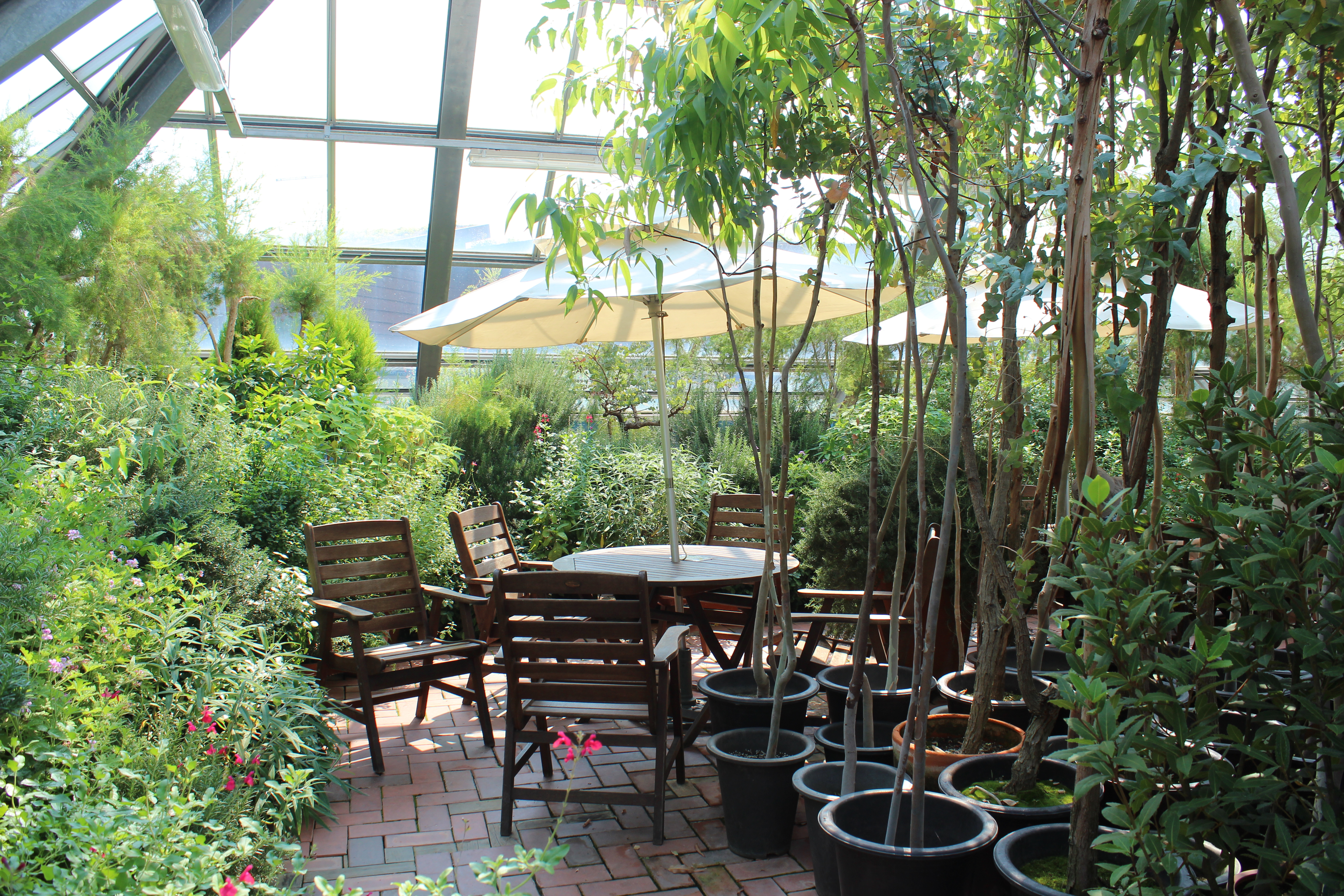
온실 내에 마련된 휴식공간
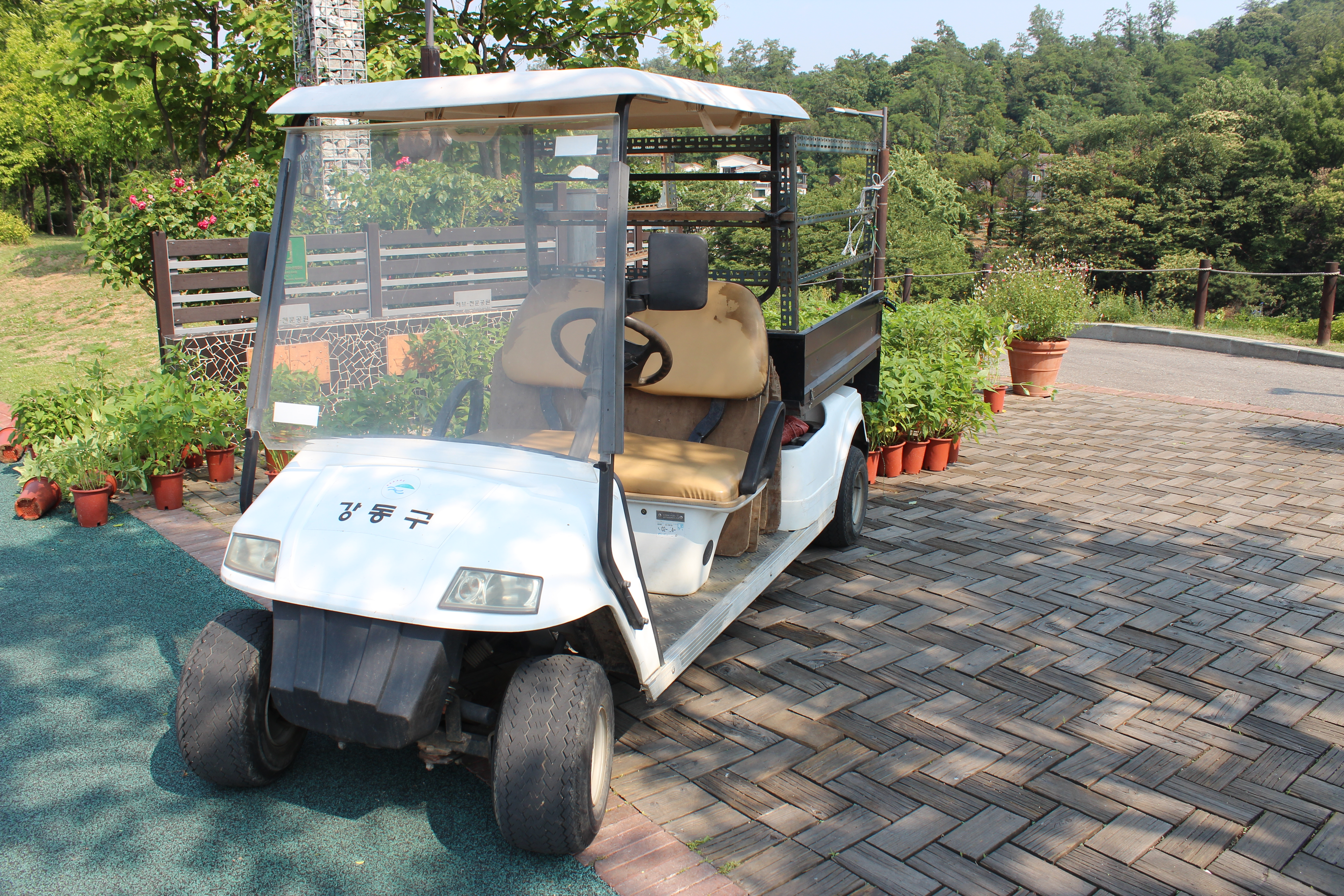
전기차
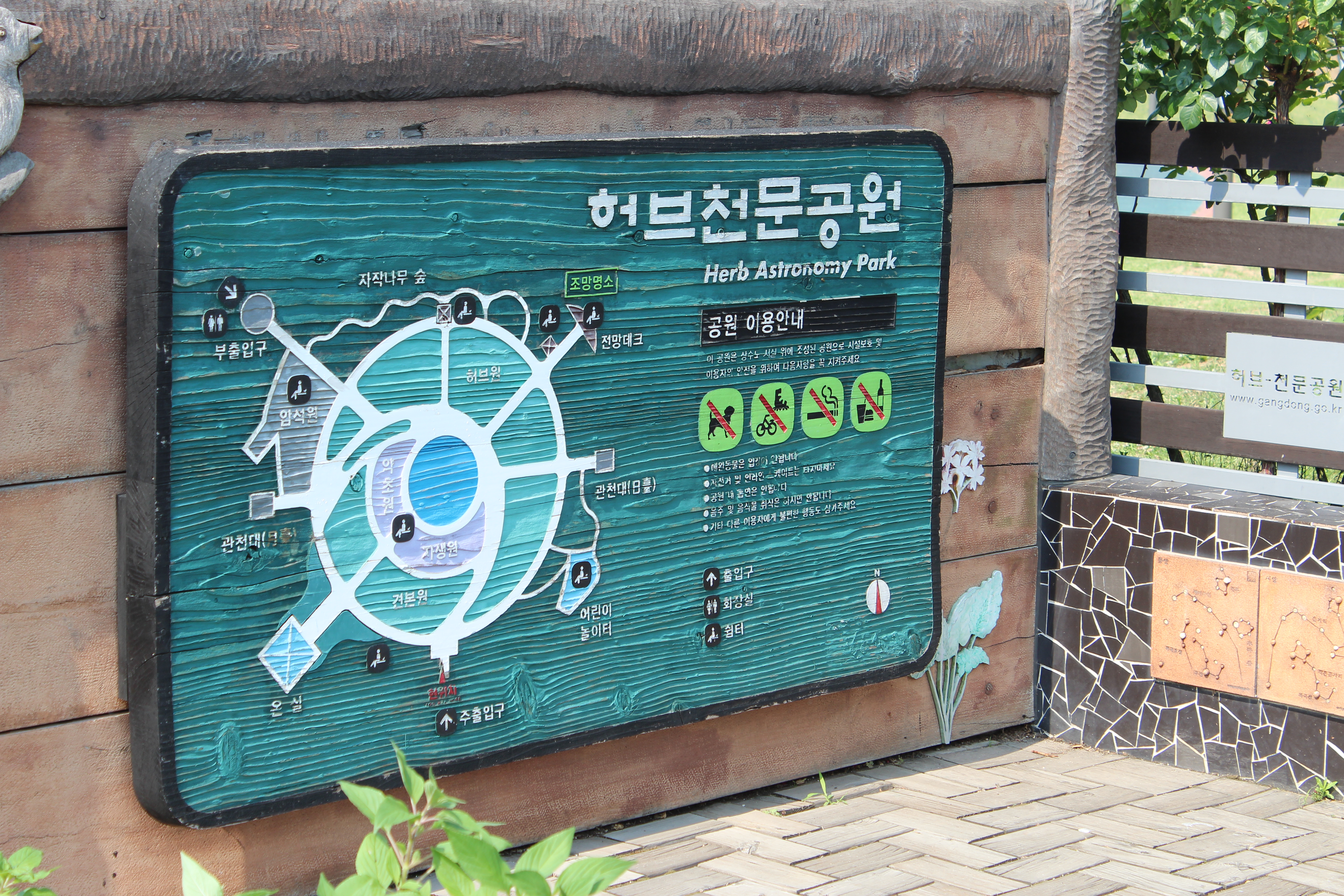
안내판
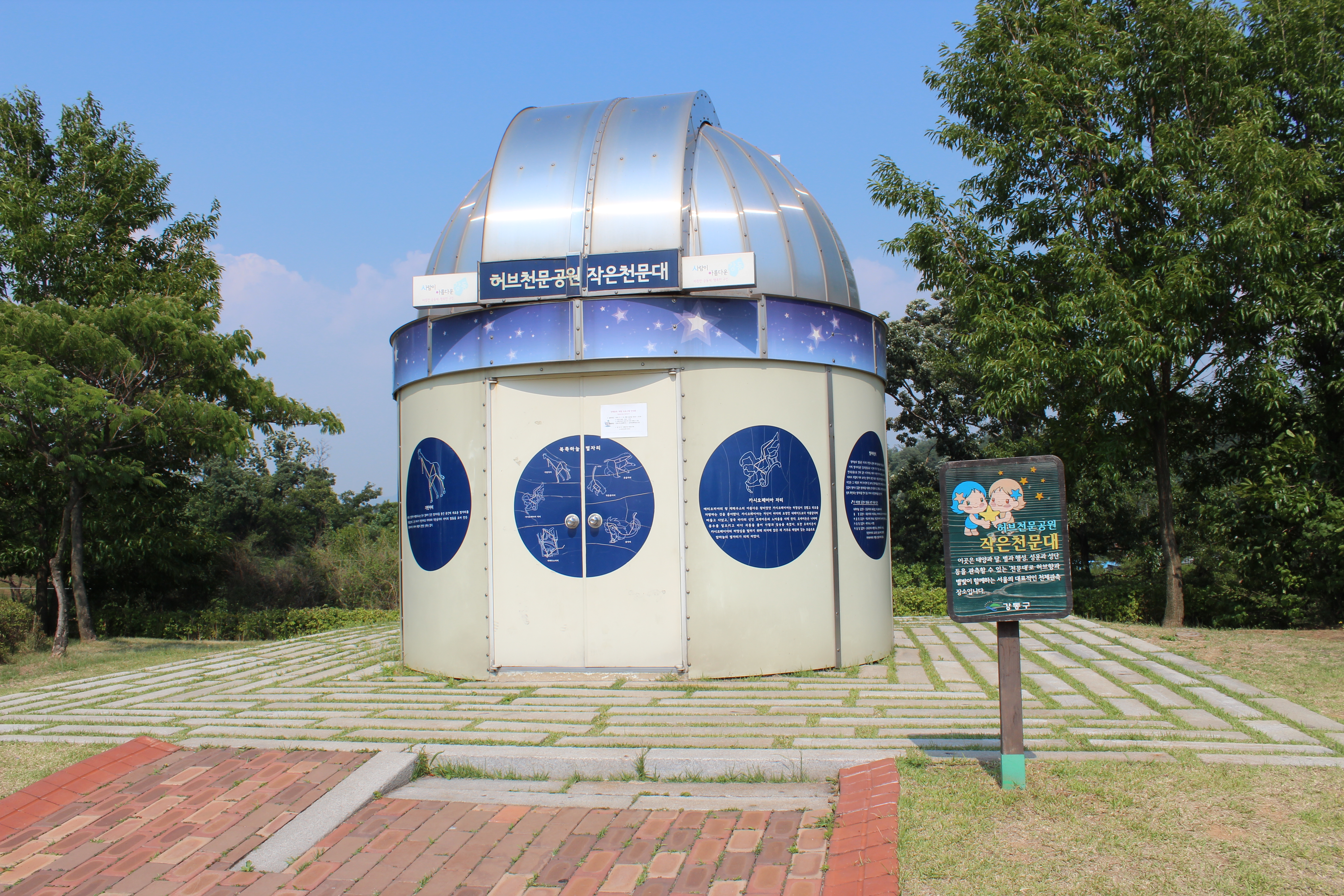
'작은천문대'라는 이름의 천문대
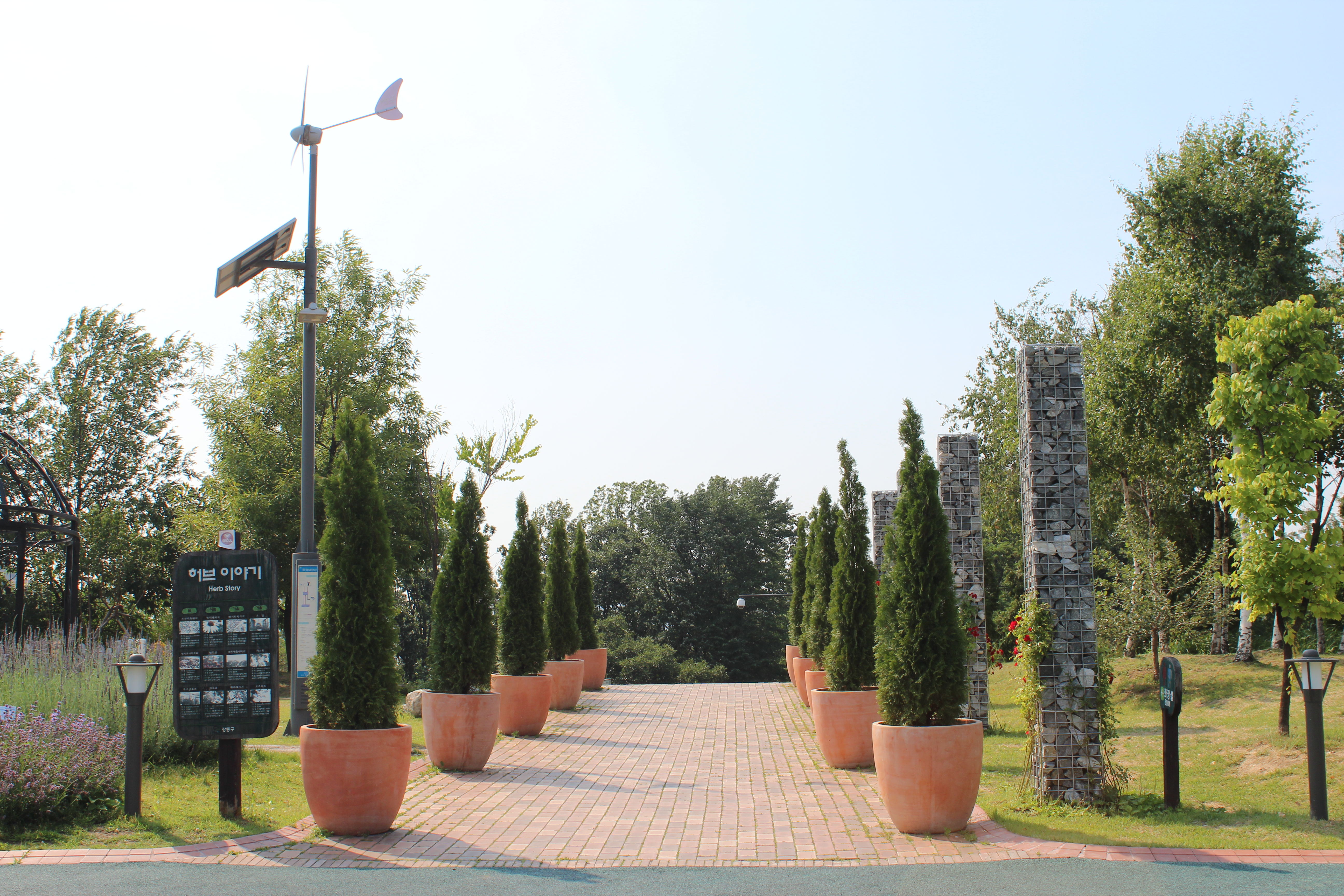
허브천문공원 입구에 늘어서 있는 가로수
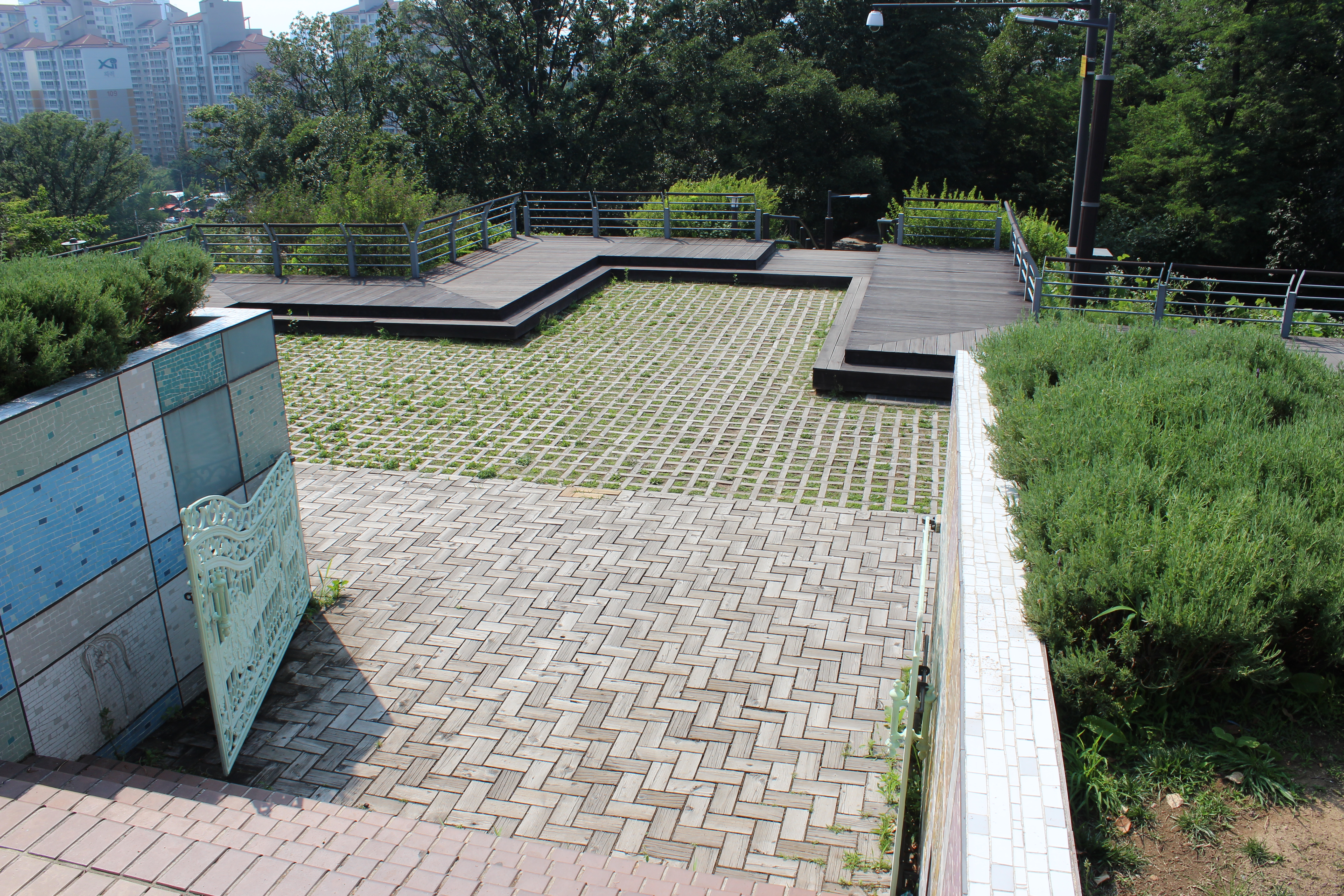
허브천문공원 입구
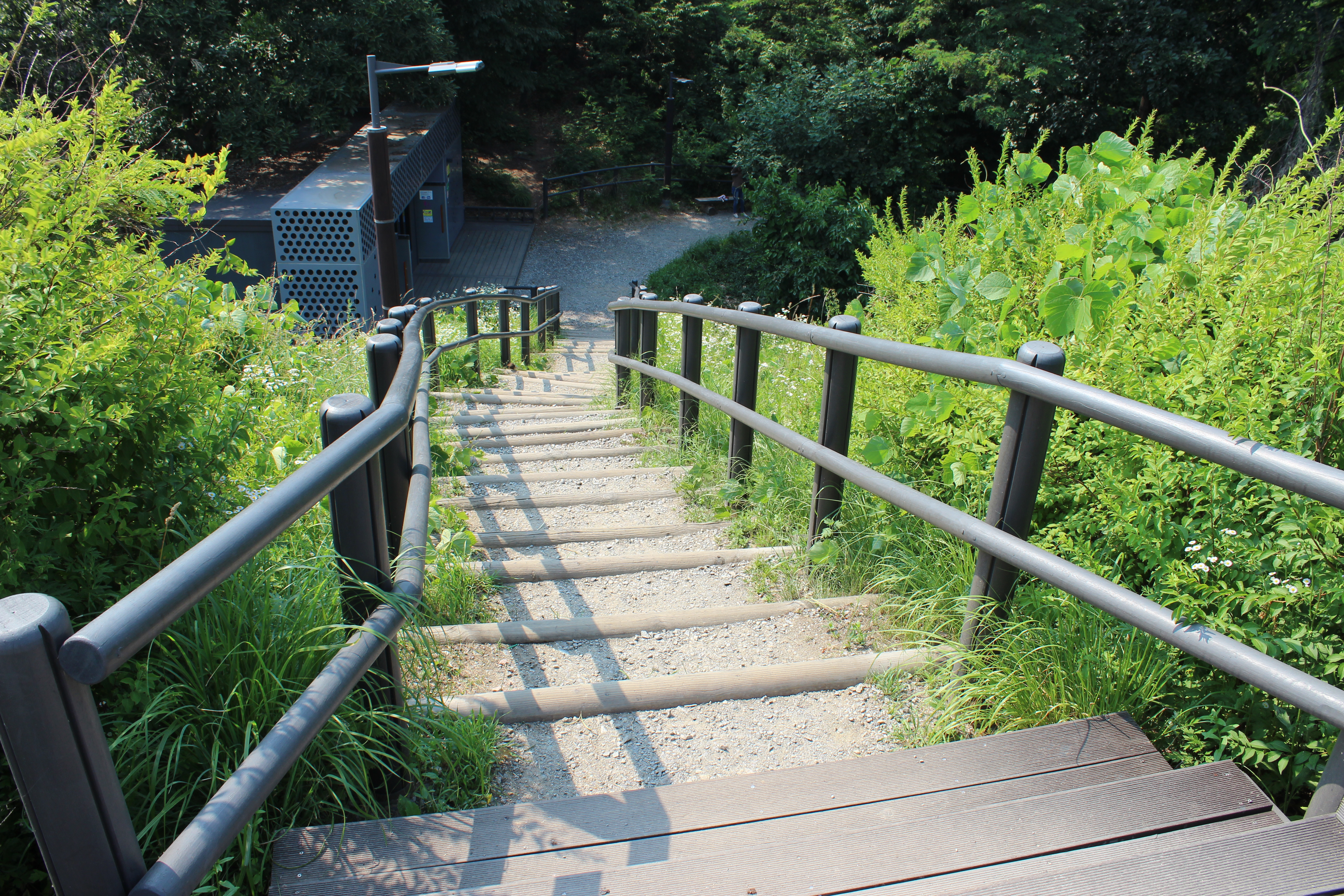
허브천문공원 입구

## 같이 보기
- 승상산
- 길동생태공원